# ソー・バッド
ソー・バッド（So Bad）は、1983年にポール・マッカートニーが発表した楽曲、及び同曲を収録したシングル。
アメリカ限定でのリリース。同日にイギリスで発売されたシングル「パイプス・オブ・ピース」とはA面とB面を逆にした状態でのリリースであった。

## 解説
全編がファルセットで歌われている。
「Boy, I Love You」という節は、この曲を家族に聞かせた際に、機嫌を損ねたジェームズのためにポールが書き足したもの。

## 演奏
ドラムはリンゴ・スターによる演奏で、エレクトリックギターはエリック・スチュワート、リンダもコーラスで参加している。ストリングスもオーバーダブされているが、演奏者は不明。
この曲のPVも同じメンバーで収録された。
また、ポール本人が監督および主演男優を務めた映画「ヤァ!ブロード・ストリート」にて、前述のメンバーに、クリス・スペディング、ジョディ・リンスコット、デイブ・エドモンズの3人を加えたメンバーで再演され、その音源は同名サウンドトラックにも収録されている。